# 长宁镇 (博罗县)
长宁镇，是中华人民共和国广东省惠州市博罗县下辖的一个乡镇级行政单位。

## 行政区划
长宁镇下辖以下地区：
长宁社区、祥岗村、埔筏村、石下屯村、松树岗村、罗村、福岗村、水边村、新村、古泥塘村、新江村和东平村。